# Амброзиус, Штефан (футболист)
Штефан Кофи Амброзиус (нем. Stephan Kofi Ambrosius; род. 18 декабря 1998, Гамбург) — ганский и немецкий футболист, защитник швейцарского клуба «Санкт-Галлен» и сборной Ганы.

## Клубная карьера
Амброзиус — воспитанник клубов «Эникгейт», «Вихельмсбург», «Санкт-Паули» и «Гамбург». Для получения игровой практики Штефан выступал за дублирующий состав последнего. 31 марта 2018 года в матче против «Штутгарта» он дебютировал в Бундеслиге. По итогам сезона клуб вылетел во Вторую Бундеслигу, но Штефан остался в клубе. В 2020 году он завоевал место в основном составе.

## Международная карьера
В 2021 году в составе молодёжной сборной Германии Амброзиус стал победителем молодёжного чемпионата Европы в Венгрии и Словении. На турнире он был запасным и на поле не вышел.

## Достижения
Германия (до 21)
- Победитель молодёжного чемпионата Европы — 2021